# Puig de la Cogulla (Castellví de la Marca)
El Puig de la Cogulla és una muntanya de 492 metres que es troba entre els municipis de Castellví de la Marca, a la comarca de l'Alt Penedès i de Sant Jaume dels Domenys, a la comarca del Baix Penedès.